# Ptinus torretassoi
Ptinus torretassoi is een keversoort uit de familie klopkevers (Ptinidae). De wetenschappelijke naam van de soort werd in 1934 gepubliceerd door Maurice Pic.